# John Michael Schmitz
John Michael Schmitz Jr. (Flossmoor, Illinois; 19 de marzo de 1999) más conocido como John Michael Schmitz, es un jugador profesional estadounidense de fútbol americano, se desempeña en la posición de center en New York Giants, en la National Football League (NFL).

## Carrera
Hizo su debut profesional con el equipo New York Giants, lleva jugando una temporada, comenzó en el 2023.